# Sayri Túpac

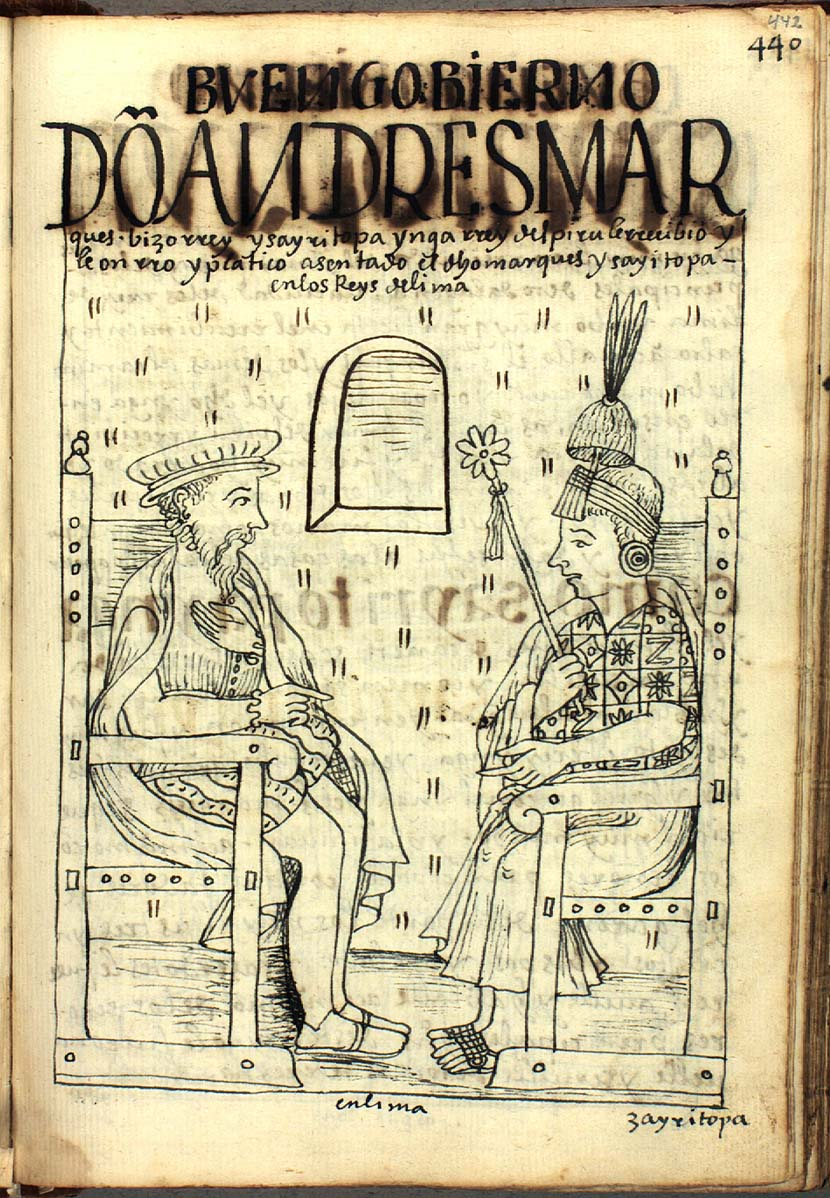
Rechts Sayri Túpac.

Sayri Túpac (ca. 1535 - 1561) was van 1545 tot 1560 de 16de goddelijke keizer van het Incarijk. Hij was een zoon van Manco Inca Yupanqui en Cura Ocllo. Na de moord op zijn moeder in 1539 en de moord op zijn vader in 1544, beide door de Spaanse veroveraars, werd hij keizer van de onafhankelijke Neo-Incastaat Vilcabamba.

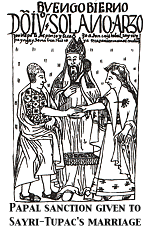
Huwelijk tussen Sayri Túpac en zijn zus Cusi Huarcay

Sayri Túpac was tien jaar toen hij keizer van het Incarijk werd. De Spanjaarden wilden dat Sayri Túpac niet te veel macht zou hebben en bevalen hem om Vilcabamba te verlaten. In ruil hiervoor zou hij grote beloningen krijgen. Sayri Túpac ging akkoord met dit voorstel en hij verliet Vilcabamba om naar Yucai te verhuizen, een stad op ongeveer een dag reizen van Cuzco. In Cuzco trouwde Sayri Túpac met zijn zus Cusi Huarcay, ze kregen samen een dochter. Sayri Túpac is nooit teruggekeerd naar Vilcabamba.
In 1561 stierf Sayri Túpac onverwachts. Zijn oudere halfbroer Titu Cusi Yupanqui werd de opvolger. Titu Cusi dacht dat de Spanjaarden Sayri Túpac hadden vergiftigd en vluchtte terug naar Vilcabamba.
Hurin-dynastie: Manco Cápac · Sinchi Roca · Lloque Yupanqui · Mayta Cápac · Cápac Yupanqui

Hanan-dynastie: Inca Roca · Yáhuar Huácac · Viracocha Inca · Pachacuti · Túpac Inca Yupanqui · Huayna Capac · Huáscar · Atahualpa · Túpac Huallpa

Heersers in Vilcabamba: Manco Inca Yupanqui · Sayri Túpac · Titu Cusi Yupanqui · Túpac Amaru